# ツール・ド・フランス1929
ツール・ド・フランス1929は、ツール・ド・フランスとしては23回目の大会。1929年6月30日から7月28日まで、全22ステージ、全行程5276kmで行われた。

## 数々の問題点を露呈した大会
第10ステージはピレネー越えのステージであったが、総合2位のモリス・デヴァーレに9分54秒の差をつけていたヴィクトール・フォンタンがクラッシュに遭遇。マイヨ・ジョーヌは引き裂かれた状態となり、また、ホイールは大破してしまった。
ところが当時、使用している自転車をスタートからゴールまで使用しなければならないというルールがあったため、フォンタンは民家を探し回り、ゴールまであと145kmという地点でやっと探し当てたものの、結局タイムオーバーのためゴールできなかった。フォンタンは泣きながら今大会を後にしたという。
また、今大会までのツール・ド・フランスといえば、現在のように、チームに所属していなければ出場することができないといったものではなく、いわゆる個人参加も認められていたため、チーム単位で出場している選手とそうでない選手との間にはあらゆる面において格差が生じることになり、ひいてはレースそのものの妙味が薄れているという問題点も露呈。翌1930年のツール・ド・フランスより、国・地域別対抗戦形式に改められ、チームエントリーされていない選手は出場できないというルールに改正された。
よって、今大会までのツール・ド・フランスと、翌年以降のツール・ド・フランスでは、レースの中身そのものが大きく変化することになった。

## 総合成績
| 順位 | 選手名                     | 国籍           | 時間            |
| ---- | -------------------------- | -------------- | --------------- |
| 1    | モリス・デワーレ           | ベルギー       | 186時間39分15秒 |
| 2    | ジュゼッペ・パンケラ       | イタリア       | +44分23秒       |
| 3    | ジェフ・ドミュイセール     | ベルギー       | +57分10秒       |
| 4    | サルバトール・カルドナ     | スペイン       | +57分46秒       |
| 5    | ニコラ・フランツ           | ルクセンブルク | +58分00秒       |
| 6    | ルイ・ドラノイ             | ベルギー       | +1時間06分09秒  |
| 7    | アントナン・マーニュ       | フランス       | +1時間08分00秒  |
| 8    | ジュリアン・ヴェルヴァック | ベルギー       | +2時間01分37秒  |
| 9    | ピエール・マーニュ         | フランス       | +2時間03分00秒  |
| 10   | ガストン・ルブリ           | ベルギー       | +2時間17分49秒  |

### マイヨ・ジョーヌ保持者
| 選手名                   | 国籍           | 首位区間           |
| ------------------------ | -------------- | ------------------ |
| エメ・ドシュ             | ベルギー       | 第1-第3            |
| モリス・デヴァーレ       | ベルギー       | 第4-第6、第10-最終 |
| ニコラ・フランツ         | ルクセンブルク | 第7                |
| ガストン・ルブリ         | ベルギー       | 第8                |
| ヴィクトール・フォンタン | フランス       | 第9                |